# Лос Мимбрес (Росарио, Сонора)
Лос Мимбрес (шп. Los Mimbres) насеље је у Мексику у савезној држави Сонора у општини Росарио. Насеље се налази на надморској висини од 874 м.

## Становништво
Према подацима из 2010. године у насељу су живела 2 становника.

### Хронологија
| Година       | 2010 |
| ------------ | ---- |
| Становништво | 2    |

### Попис
| # | Индикатор                     | Вредност |
| - | ----------------------------- | -------- |
| 1 | Укупно домаћинстава           | 1        |
| 2 | Укупно насељених домаћинстава | 1        |
| 3 | Величина локације             | 1        |